# Leo Mülfarth
Leonhard Mülfarth (* 30. September 1921 in Jackerath; † 22. Februar 2009) war ein deutscher Autor und Hochschullehrer.

## Leben
Leonhard Mülfarth promovierte 1964 an der Universität zu Köln über „Johann Wilhelm von Pfalz-Neuburg und die jülichbergischen Landstände 1679–1716“ zum Dr. phil.
Von 1969 bis 1974 war Mülfarth Rektor der Pädagogischen Hochschule Karlsruhe. Er publizierte unter dem Namen Leo Mülfarth. Zuletzt lebte er im Karlsruher Stadtteil Rüppurr.

## Schriften (Auswahl)
- Johann Wilhelm von Pfalz-Neuburg und die jülichbergischen Landstände 1679–1716. Dissertation, Universität Köln 1964.
- O. Laible. Leben u. Werk (Schriftenreihe der Museumsgesellschaft Ettlingen e. V., Band 13). Ettlingen 1978, ISBN 3-7880-9622-5.
- Der Maler und Graphiker Lothar Rohrer. Leben und Werk. Verlag des Südkuriers, Konstanz 1986, ISBN 3-87799-062-2.
- Kleines Lexikon Karlsruher Maler. 2. Aufl. Badenia-Verlag, Karlsruhe 1987 ISBN 3-7617-0250-7 (EA Karlsruhe 1980).